# Lliga d'Acció Meridional
Lliga d'Acció Meridional-AT6 és un partit polític italià creat a Tàrent per Giancarlo Cito, director de la televisió local Antena Tarent 6, a començaments dels anys 1990 per tal de reclamar al govern italià que es preocupés més de les regions del Mezzogiorno.
A les eleccions legislatives italianes de 1992 va estar present en algunes circumscripcions de la Cambra i Senat, però no va obtenir escons. Més èxit va tenir a les municipals de 1993, quan Cito assolí ser escollit alcalde de Tàrent. A les legislatives de 1994 Pietro Cerullo fou elegit diputat per Tarent-Italia-Monte Granaro.
El 1996 Cito fou suspès del seu càrrec acusat d'associació mafiosa, però gràcies a la seva aliança amb el Pol de les Llibertats, el seu estret col·laborador Mimmo de Cosmo fou nomenat alcalde.
Alhora, se mostrà bel·ligerant contra els intents secessionistes de la Lliga Nord. Cito va promoure una manifestació a Chioggia el 15 de setembre de 1996, el mateix dia que Bossi organitzava la seva als marges del Po i a Venècia, alhora que el 1997 Cito es presentava com a candidat a l'ajuntament de Milà. Es presentà a les eleccions europees de 1999 amb l'extrema dreta Forza Nuova, però només obté 93.000 vots i cap escó. A les eleccions legislatives italianes de 2001 només es va presentar a la Pulla i Cito només va obtenir el 14% dels vots.
Inhabilitat Giancarlo Cito, el seu fill Mario Cito es presentà a l'alcaldia de Tàrent el 2007, però només treu el 15,44% dels vots. A les eleccions legislatives italianes de 2008 es presenta dins les llistes del Moviment per l'Autonomia per Pulla, però tampoc obtenen representació.

## Resultats electorals
|                   | Vots    | %      | Escons |   |
| Legislatives 1992 | Cambra  | 53.993 | 0,14   | - |
| Senat             | 49.769  | 0,15   | -      |   |
| Legislatives 1994 | Cambra  | 59.873 | 0,15   | 1 |
| Senat             | 54.395  | 0,16   | -      |   |
| Europees 1994     | 224.033 | 0,68   | -      |   |
| Legislatives 1996 | Cambra  | 72.062 | 0,19   | 1 |
| Senat             | 66.750  | 0,20   | -      |   |
| Europees 1999     | 94.181  | 0,30   | -      |   |
| Legislatives 2001 | Cambra  | 23.779 | 0,06   | - |
| Senat             | 19.914  | 0,06   | -      |   |